# Доктор Фауст (пьеса)
«Трагическая история жизни и смерти доктора Фауста» (англ. The Tragical History of the Life and Death of Doctor Faustus) — трагедия английского драматурга Кристофера Марло, написанная примерно в 1588—1589 годах, первая сценическая версия немецкой легенды о докторе Фаусте.

## Сюжет
Материал для пьесы Марло почерпнул из немецкой народной книги «История о докторе Фаусте», герой которой продаёт душу дьяволу из-за жажды знания и стремления владеть миром.

## Экранизации
- Трагическая история доктора Фауста (Телефильм, 1958)
- Доктор Фауст (1967)
- Доктор Фауст (Фильм-спектакль театра «Глобус», реж. Мэтью Данстер, 2011).
- Трагическая история Доктора Фауста (2019)[1]